# Daniel Lehto

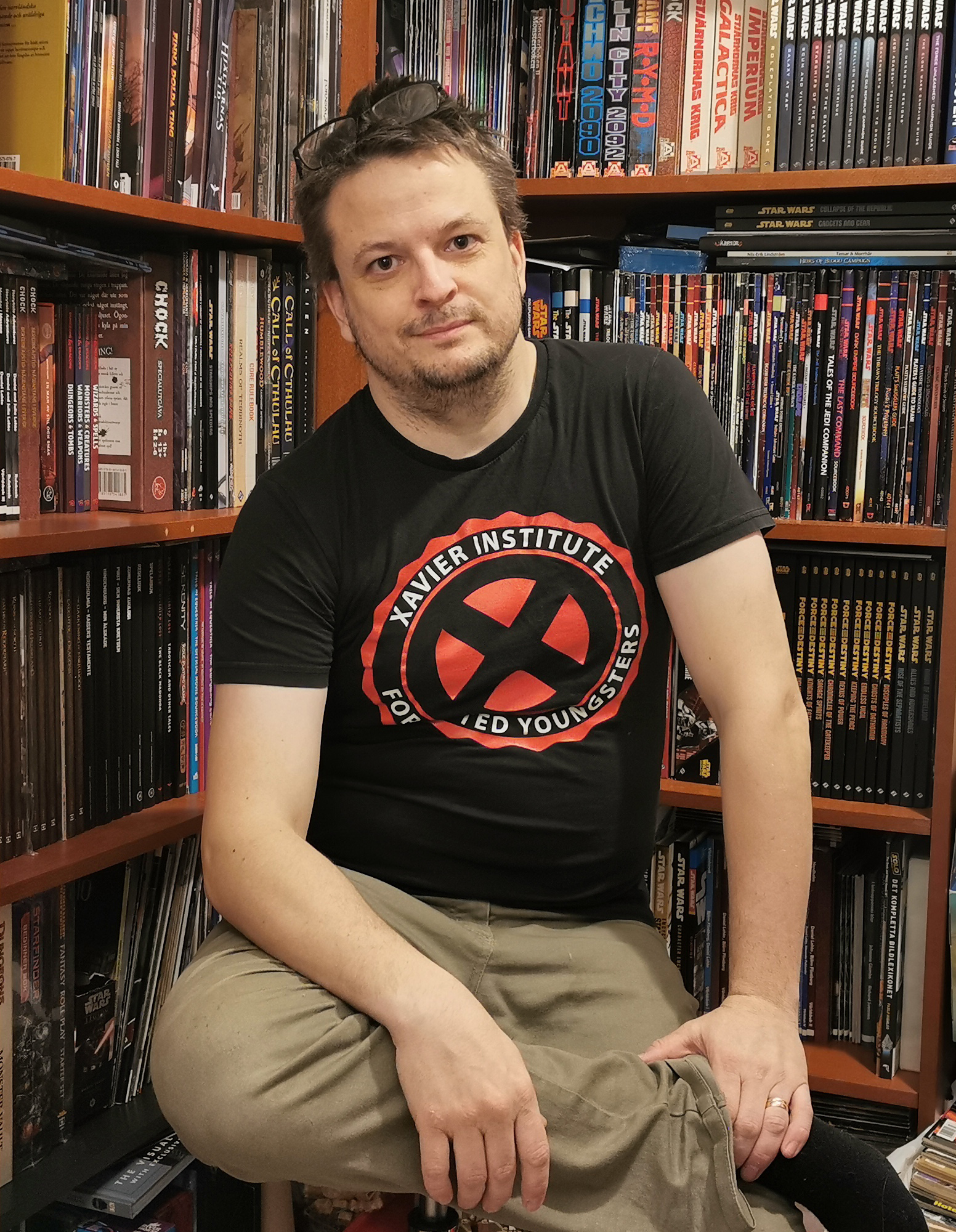
Daniel Lehto 2020

Mauritz Daniel Lehto, född 22 december 1976 i Örnäsets församling i Luleå, är en svensk speldesigner, krönikör och författare.
Lehto har medverkat i ett flertal speltidningar som Codex och Fenix, samt hade mellan 2002 och 2018 en egen SF- och fantasyspalt i tidningen Biblioteket i Fokus. Han har även skrivit krönikor för tidningen Arbetet och har också skrivit för bland annat Kommunalarbetaren.  
Lehto har länge varit aktiv inom spelhobbyn och haft som mål att skapa en inkörsport till hobbyn. Lehto skapade därför Sveriges första rollspel för små barn, Äventyr, tillsammans med sitt barn Sappho (före detta Julia). För detta arbete belönades de med Rollspelsdraken 2020. Sagospelet Äventyr ger Lehto numera ut genom Daniel Lehto AB, efter att ha blivit publicerat av Eloso Förlag där Lehto tidigare samskrivit rollspelet Historiska Äventyr i Göteborg tillsammans med Björn Flintberg. Lehto var även huvudkonstruktör för Handbok för Superhjältar - rollspelet under sin tid på Eloso. Lehto är flitig med att presentera sina spel i olika sammanhang, både i radio och tv.  
Lehto arbetade tidigare som undersköterska, något han ofta skrev om i sin spalt på tidningen Arbetet. Han jobbade även som projektledande redaktör på Eloso förlag innan han startade eget förlag. Han debuterade november 2020 som barnboksförfattare med barnboken Drakprinsessan. 

## Daniel Lehto AB
Daniel Lehto AB startade 2020 och ägs av Daniel Lehto. Förlaget har gett ut Sagospelet Rymd och Sagospelet Äventyrs fjärde utgåva. Sagospelet Skräck som förlaget gav ut 2022 nominerades i 12 kategorier på Fenix Awards, och belönades med gul för bästa regler, samt silver för bästa rollspel och bästa supplement. Förlaget ger också ut George Johanssons Universums öde, där Sveriges första cyberpunkroman Datorernas död från 1983 ingår som en av delarna. Även rollspelsböcker baserade på Camilla Lindes sf-serie Snack Parrows ges ut av Daniel Lehto AB under etiketten Sagospelet Rymd. 
Förlagets flaggskepp, Sagospelet Äventyr, har även getts ut på tyska. Dess olika utgåvor och supplement har tillsammans sålt i mer än 22 000 exemplar.  
Daniel Lehto AB:s spel distribueras sedan sommaren 2020 av Fria Ligan AB.
Sagospelet Skräck och Tornedalens mysterier bygger på Lehtos uppväxt i Malmberget och Tärendö, och har fått idel lovord av recensenter. Lehto har varit öppen med att svårigheterna under uppväxten har färgat av sig i hans spelskapande. 
Våren 2023 lanserade Lehto som första förlag en Kickstarter för en tredjepartsutgivning av en serie produkter till Drakar och Demoner. Drakar och Demoner var en stor influens för hans gärning som spelskribent: "Jag gjorde ingen hemlighet av var inspirationen kom från."

## Förlagets utgivning
Förlaget har gett ut följande produkter författade av andra personer än Daniel Lehto:
Nagriljärerna, Emanuel blume, ISBN 9789198735147
De Fördömda, Andreas Lundmark  ISBN 9789198734942
Äventyr och ensamheten, Camilla Linde, ISBN 9789198734911
Barn av Andromeda, George Johansson, ISBN 9789198734904
Datorernas död, George Johansson, ISBN 9789198639025
På okänd planet, George Johansson, ISBN 9789198638936
Kapten Brent, George Johansson, ISBN 9789198735154

## Ludografi
- Äventyr ISBN 978-91-7437-483-4[43]
- Monster ISBN 978-91-7437-742-2[44]
- Atlantis ISBN 978-91-7575-147-4
- Trolldom ISBN 978-91-85626-22-9
- Riddare & hjältedåd ISBN 978-91-85626-28-1
- Historiska Äventyr i Göteborg ISBN 9789198388602
- Geografica Mundana (Neogames) Medförfattare. ISBN 9189128400[45]
- Barbarer & människofolk (Neogames) Medförfattare. ISBN 9189128427[46]
- Sagospelet Äventyr (Eloso förlag, den tredje reviderade upplagan) ISBN 9789198388619[47]
- Västanhavet (Eloso förlag) ISBN 9789198388640[48]
- Nordhelm (Eloso förlag) ISBN 9789198388657[49]
- Monster i Masona (Eloso förlag) ISBN 9789198388688[50]
- Komino: Djurensö (Eloso förlag) ISBN 9789198455328[51]
- Chock: Åter från graven (Eloso förlag) ISBN 9789198541885[52]
- Chock: Beredskapstid (Eloso Förlag) ISBN 9789198541854[53]
- Handbok för Superhjältar: Rollspelet (Eloso förlag) ISBN 9789198455311[54]
- Call of Cthulhu Sverige: Väktarens bok (Eloso Förlag) Medförfattare ISBN 9789198542004[55]
- Sagospelet Rymd ISBN 9789198638905[56]
- Sagospelet Rymd: Snack Parrows Intergalaktiska Rymdbyrå (Medförfattare) ISBN 9789198638912[57]
- Sagospelet Rymd: Universums öde ISBN 9789198638929[58]
- Trolldom i Masona ISBN 9789198638981 [59]
- Sagospelet Äventyr (Fjärde utgåvan) ISBN 9789198638998
- Sagospelet Äventyr - Berättarens skärm & underjorden ISBN 9789198734966
- Sagospelet Äventyr - kort & tärningar ISBN 9789198639001
- Sagospelet Äventyr - Alea Masona[60]
- Sagospelet Äventyr - Arter & Sysselsättningar[61]
- Sagospelet Rymd: Spökskeppet [62]
- Sagospelet Skräck ISBN 9789198638943
- Tornedalens mysterier ISBN 9789198734997
- Sagospelet Skräck: rollformulär ISBN 9789198735161
- Den brända jorden (Drakar och Demoner)[63]
- Bordonius öde (Drakar och Demoner)[64]
- Vildmarkens varelser (Drakar och Demoner)[65]
- Durgaz arvtagare (Drakar och Demoner)[66]
- Tjuvar (Drakar och Demoner)[67]
- Lönnmördare (Drakar och Demoner)[68]
- Äventyr i Tjuvstaden: Tjuvhugg går igen (Drakar och Demoner)[69]
- Äventyr i Tjuvstaden: Intermezzon (Drakar och Demoner)[70]
- Rollformulär (Drakar och Demoner)[71]
- Resurser från Tjuvstaden (Drakar och Demoner)[72]
- Tjuvar & Lönnmördare - inbunden lyxutgåva (Drakar och Demoner)[73]
- Kartkompendium från Tjuvstaden (Drakar och Demoner)[74]